# 30176 Gelseyjaymes
30176 Gelseyjaymes è un asteroide della fascia principale. Scoperto nel 2000, presenta un'orbita caratterizzata da un semiasse maggiore pari a 2,3603257 au e da un'eccentricità di 0,0974102, inclinata di 5,86274° rispetto all'eclittica.
L'asteroide è dedicato alla studentessa statunitense Gelsey Elise Jaymes.